# Big Stone County
Big Stone County är ett administrativt område i delstaten Minnesota, USA, med 5 269 invånare. Den administrativa huvudorten (county seat) är Ortonville. 

## Politik
Benton County har tenderat att rösta för demokraternas kandidat i de flesta presidentval genom åren. De två senaste valen (2012 och 2016) har emellertid republikanernas kandidat vunnit området. I valet 2016 var siffrorna 58,4 procent för republikanernas kandidat mot 33,4 för demokraternas kandidat, vilket gör 2016 till den största segern i området för en republikansk presidentkandidat sedan valet 1920.

## Geografi
Enligt United States Census Bureau har countyt en total area på 1 367 km². 1 287 km² av den arean är land och 80 km² är vatten. 

### Angränsande countyn
- Traverse County, Minnesota - nord
- Stevens County, Minnesota - nordost
- Swift County, Minnesota - sydost
- Lac qui Parle County, Minnesota - syd
- Grant County, South Dakota - sydväst
- Roberts County, South Dakota - nordväst